# Vlag van Breskens

Vlag van Breskens
(ca.1937-1970)

De vlag van Breskens werd nooit officieel vastgesteld als gemeentelijke vlag van de Zeeuwse gemeente Breskens, maar werd wel als zodanig gebruikt. De beschrijving luidt: 
Twee banen van gelijke hoogte van groen en rood.
De vlag werd volgens Sierksma omstreeks 1937 ingevoerd door de toenmalige burgemeester. De kleuren van de vlag wijken af van het gemeentewapen. Een verklaring wordt volgens Sierksma gezocht in de kleuren van de Brusselse vlag. Volgens de Encyclopedie van Zeeland voert Breskens deze vlag al sedert het midden van de 17e eeuw, en is het verband tussen Brussel en Breskens een vroegere scheepvaartverbinding tussen beide steden.
Per 1 april 1970 ging Breskens op in de gemeente Oostburg. waardoor de vlag als gemeentevlag kwam te vervallen. Sinds 2003 maakt het gebied deel uit van de gemeente Sluis.

## Verwante afbeeldingen

Het wapen van Breskens
De vlag van Brussel

Aardenburg 
· Arnemuiden 
· Axel 
· Baarland 
· Biervliet 
· Biggekerke 
· Borssele 
· Breskens 
· Brouwershaven 
· Bruinisse 
· Burgh 
· Domburg 
· Dreischor 
· Driewegen 
· Duiveland 
· Ellewoutsdijk 
· 's-Gravenpolder 
· Groede 
· Haamstede 
· 's-Heer Abtskerke 
· 's-Heer Arendskerke 
· Hoedekenskerke 
· Hontenisse 
· IJzendijke 
· Kloetinge 
· Kortgene 
· Koudekerke 
· Krabbendijke 
· Kruiningen 
· Mariekerke 
· Meliskerke 
· Middenschouwen 
· Nieuw- en Sint Joosland 
· Nisse 
· Noordgouwe 
· Oostburg 
· Oostkapelle 
· Oud-Vossemeer 
· Oudelande 
· Ovezande 
· Poortvliet 
· Retranchement 
· Rilland-Bath 
· Ritthem 
· Sas van Gent 
· Scherpenisse 
· Schoondijke 
· Sint-Annaland 
· Sint Jansteen 
· Sint-Maartensdijk 
· Sint Philipsland 
· Sluis 
· Sluis-Aardenburg 
· Stavenisse 
· Valkenisse 
· Vogelwaarde 
· Waarde 
· Waterlandkerkje 
· Wemeldinge 
· Westdorpe 
· Westerschouwen 
· Westkapelle 
· Wissenkerke 
· Wolphaartsdijk 
· Zaamslag 
· Zierikzee 
· Zuiddorpe 
· Zuidzande